# Jean-Louis Viale
Jean-Louis Viale (Neuilly-sur-Seine, 22 januari 1933 - aldaar, 10 mei 1984) was een Franse jazzdrummer. Hij behoorde tot de pioniers van de Cool Jazz in Frankrijk en speelde met Clifford Brown, Zoot Sims en Lester Young.
Als drummer was Viale autodidact. Op zijn achttiende had hij zijn eerste eigen  band. In 1951 introduceerde hij met Bobby Jaspar, Henri Renaud, Martial Solal en Barney Wilen de Cool Jazz in Paris. In de jaren 50 en 60 leidde hij verschillende groepen en speelde hij met Amerikaanse musici als Clifford Brown, Stan Getz, Dexter Gordon, Sonny Stitt, Lester Young en Zoot Sims. Ook toerde hij met Sacha Distel in Brazilië en Canada. Hij speelde mee op opnames van o.m. René Thomas, Cy Touff/Bill Perkins, Frank Foster, Jimmy Raney en George Wallington.
Zijn drumspel was oorspronkelijk beïnvloed door Max Roach en Kenny Clarke.

## Discografie (selectie)
- Clifford Brown: Clifford brown Sextet in Paris (OJC, 1953)
- Stéphane Grappelli: Meets barney Kessel (Black Lion, 1969)
- Bobby Jaspar: Modern Jazz Au Club St-Germain (Emarcy, 1955),  Bobby Jaspar With Friends (Fresh Sound Rec., 1958-62)
- Jimmy Raney: Visits Paris (Fresh Sound Rec., 1954)
- Zoot Sims:Zoot Sims & Henri Renaud (Emarcy, 1952-56)
- Martial Solal: The Complete Vogue Recordings, Vol.1 & 2 (Vogue)
- René Thomas: The Real Cat (Emarcy, 1954-56)
- Bernard Peiffer/Jean-Louis Viale: The New Sound At The Boeuf Sur Le Toit (Fresh Sound, 1952)